# Pseudocatharylla chionopepla
Pseudocatharylla chionopepla là một loài bướm đêm trong họ Crambidae.